# Inretjärnarna (Råneå socken, Norrbotten, västra)
Inretjärnarna är en sjö i Bodens kommun i Norrbotten och ingår i Råneälvens huvudavrinningsområde. Inretjärnarna ligger i Råneälven Natura 2000-område.